# 高尚的謊言
在柏拉圖理想國中，高尚的謊言（英語：Noble lie），是一個由精英宣傳，用作維持社會秩序和社會和諧的謊言或神話。